# Pseudanthias rubrolineatus
Pseudanthias rubrolineatus es una especie de peces de la familia Serranidae en el orden de los Perciformes.

## Hábitat
Es un pez de mar que vive hasta los 60 a 400m de profundidad.

## Distribución geográfica
Se encuentran en Nueva Caledonia y en parte de Japón.